# Sina Shaari
Sina Shaari (* 1989 in Teheran) ist ein in Österreich lebender Musiker (Gitarrist / Oud-Spieler) und Komponist.

## Leben und Wirken
Er wurde in Teheran geboren und wuchs im Kreise einer sehr musikalischen Familie auf. Mit 17 Jahren zog er nach Graz und setzte sein Musikstudium am Grazer Musikgymnasium und am J.J.Fux Konservatorium fort. Sein Masterabschluss an der Universität für Musik und darstellende Kunst Graz mit dem Konzertfach Gitarre folgte im Jahr 2021.
Sowohl als Solokünstler als auch in Kollaboration mit anderen Künstlern und Künstlerinnen wie seinem Vater Massoud Shaari ist er auf Bühnen in verschiedenen Ländern aufgetreten. Sina Shaari hat bei vielen Aufnahmen, Produktionen und Alben mitgewirkt, auch für mehrere eigenkomponierte Werke. Neben seinen eigenen musikalischen Projekten unterrichtet er an Musikschulen oder doziert auf Festivals.

## Ausgewählte Diskografie
- Eine kleine musikalische Weltreise – folk.art, KunstRäume Records 2021

- Sounds of… Musik aus den Welten unserer Studierenden – Klangdebüts Kunstuniversität Graz 2018

- Tribal Dialects – Home, Session Work Records 2014

- Niavaran Concert – Barbad Music Inc. 2013

- Volksmusikland – Steirisches Volksliedwerk 2010, Österreichisches Volksliedwerk 2013

- Rohab – Barbad Music Inc. 2011

- Sunset – Barbad Music Inc. 2011

- Fast Enough – Private Insomnia 2011

- prima la musica; DIE PREISTRÄGERINNEN 2009 – Förderverein MUSIK DER JUGEND 2009

- Steinbeck – Kultur Steiermark 2008

- In the shade of the wind – Barbad Music Inc. 2007